# Overloved
"Overloved" (en español Sobreamada) es una canción de la cantante estadounidense Raven-Symoné, incluida en su tercer álbum de estudio This Is My Time.

## Información
La canción fue grabada en el 2003 y apareció en el primer EP de Raven-Symoné, titulado This Is My Time Advance EP. Fue escrita por la compositora nominada al Premio Grammy Diane Warren y producida por Walter Afanasieff, productor nominado también al Grammy.
La canción habla sobre necesitar a alguien que siempre esté ahí contigo, que te necesite y que te ame.

## Cover
En el 2006, la cantante estadounidense Paula DeAnda grabó "Overloved" para su álbum homónimo debut.

## Créditos y personal
- Compositor: Diane Warren.[5]
- Productor: Walter Afanasieff.[5]
- Mezcla: Dave Way.[5]